# Kristus (oratorium)
Kristus är det tredje stora oratoriet skrivet av Felix Mendelssohn. Verket fullbordades aldrig då kompositören avled under skrivandets gång och har publicerats postumt som Op. 97.
Verket föreslogs av Christian Carl Josias von Bunsen (1791-1860) som skrev det tyska librettot med bibeln som källa. Verket började skrivas 1846 och Mendelssohn arbetade med det fram till sin död året därpå. Handlingen är som titeln antyder om kristi levnad: födelsen och passionen och de senare delarna markeras med stor dramatik och kraft.